# Prilipec
Prilipec (rumunsky Prilipeț, [prʲɪlʲɪpɛt͡s]IPA) je vesnice v rumunské části Banátu, součást obce Božovice v župě Karaš-Severin.
Vesnice má 642 obyvatel.

## Osobnosti
- Traian Doda – narozen v Prilipci 14. července 1822; rakouský generál, člen Uherského sněmu a významná postava Banátu 19. století rumunského původu